# Sorik
Sorik (en arménien Սորիկ ; jusqu'en 1935 Dzorba) est une communauté rurale du marz d'Aragatsotn, en Arménie. Elle compte 115 habitants en 2009.